# Juego de mentiras (película)
Juego de mentiras es una película fantástica que rehúsa someterse a los dictados del cine de géneros, primera obra maestra del nuevo cine mexicano. Basada en el cuento de Elena Garro El árbol.

## Sinopsis
Marta es visitada en su rica casa por Luisa, que fue su sirvienta y a quien no ha visto en muchos años. Luisa muestra a Marta huellas de golpes que, dice, le ha dado su marido Julián. Marta deja a Luisa darse un baño de tina en la casa, donde no hay nadie más. Luisa se maquilla mientras recuerda cómo se fijaba en ella el marido de Marta y habla a esta de un "malo" con bigotes –el diablo– que le daba latigazos y "la ocupó" –la desvirgó– en su pueblo. Cuenta Luisa que tuvo un primer marido, Ramón. Añade que su embarazo por el "malo" hizo que el marido la devolviera a los padres de ella, que habían concertado la unión con los de él. Luisa recuerda su vida marital con otro hombre, cómo lo vio besar a una mujer y cómo mató a ésta con un cuchillo después de pedir fuerzas en la iglesia a la Virgen; mientras tanto, miente a Marta: dice no haber conocido a ese hombre, y que la otra, que hablaba sin motivo, fue quien la atacó con el cuchillo. Luisa cuenta que en la cárcel volvió a ver al "malo": o sea, un dibujo del diablo en la pared, al que ella dio latigazos y fue feliz; hacía costura y cuidaba de su arreglo personal; dice además que aprendía teatro inglés y francés. Salió libre muy a pesar suyo, y un tipo le quitó su dinero en un cementerio de automóviles. Según Luisa, sus padres han muerto y solo Marta sabe ahora lo de la cárcel. Recuerda cómo hizo que un árbol cargara con sus pecados y se secara. Ya de noche, Marta se acuesta y, ya dormida, es acuchillada por Luisa, quien queda junto a ella.
Archibaldo Burns realizó a los 53 años de edad Juego de mentiras para el segundo concurso de cine experimental. Siendo este su primer largometraje. Ganó el tercer premio, el cual resultó mezquino, pues la cinta merecía de sobra el primero. El estreno comercial fue tardío y deslucido, no sólo hubo de pagar "desplazamiento" dada la producción independiente de la cinta: tuvo que aceptar la imposición a su obra de un nuevo y ridículo título, "La venganza de la criada".
La historia fue adaptada con gran inteligencia a partir de una obra de teatro de Elena Garro, y de su transcripción en forma de cuento.

## Reparto
- Irene Martínez Cadena
- Natalia «Kiki» Herrera Calles
- Michel Clemente Jacques
- Magdalena Gallardo
- Juan Carvajal
- José Luis González de León
- Cipriano Jiménez
- Rafael Alcérreca